# Liogenys rufocastanea
Liogenys rufocastanea är en skalbaggsart som beskrevs av Moser 1918. Liogenys rufocastanea ingår i släktet Liogenys och familjen Melolonthidae. Inga underarter finns listade i Catalogue of Life.